# 刁敏謙

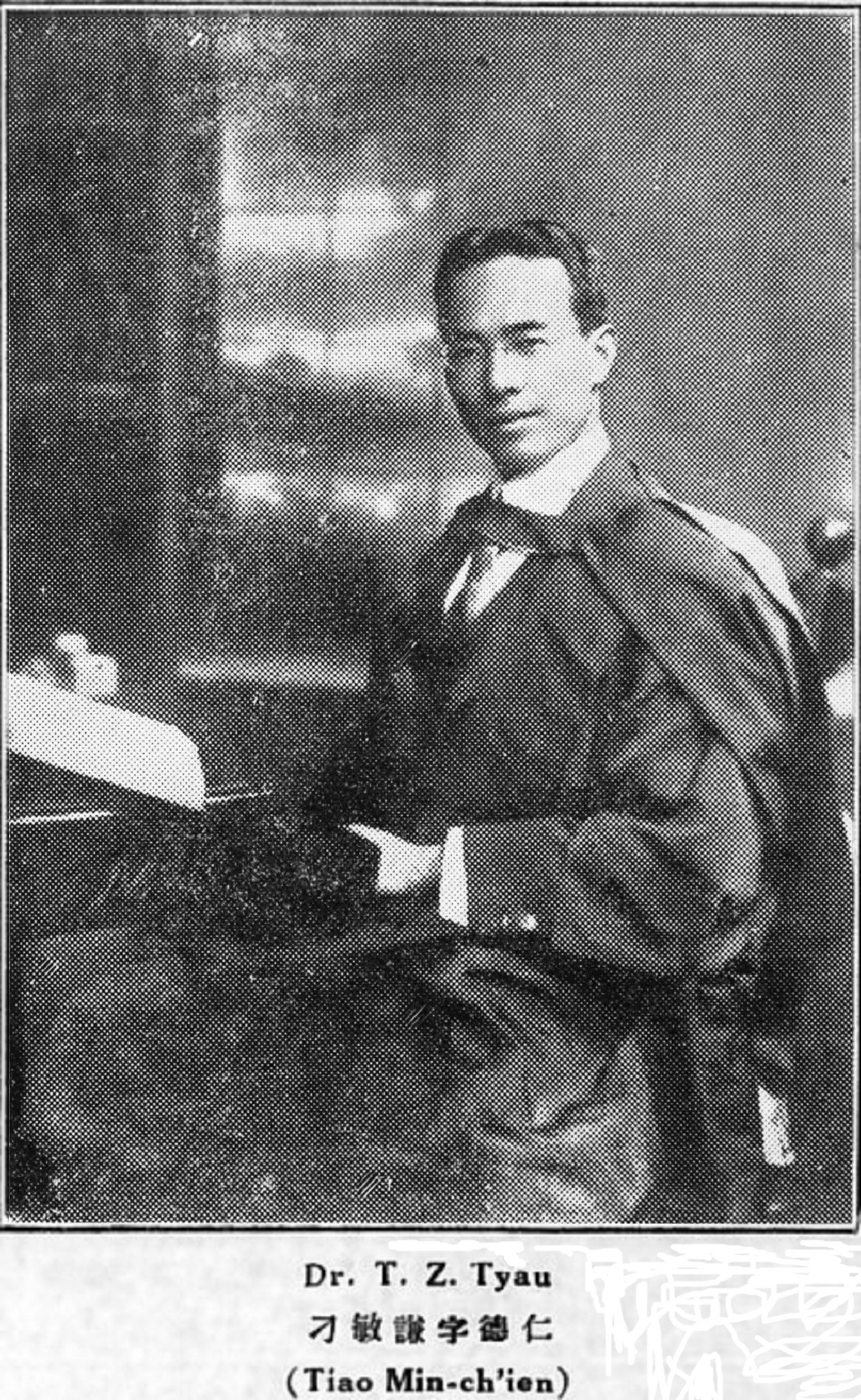

刁敏謙（1888年—1970年），字徳仁，广東省嘉应州興寧县人。中华民国学者、记者、律师、外交官。其兄是外交官刁作谦。

## 生平
幼年時代，他随父亲移居檀香山。後来他归国入上海的私立聖约翰大学。毕業後，他留学伦敦大学，获法学博士学位。此后他任駐英国公使館編纂員。
1916年（民国5年）他归国，任公立北京清華学校教授。翌年，他任北京的英文报紙《導報》的总編輯。1919年（民国8年），他再次任清華学校教授。翌年，他任国際联盟中国代表团専門員。1921年（民国10年），他任华盛顿会議中国代表团秘書。翌年，他归国，被中华民国北京政府外交部任用，历任中俄会議議事宜督办公署科長、中国法权調査委員会秘書、关税特別会議籌備处会办。此外他还任雑誌《中国社会和政治科学評論》总編輯。
1929年（民国18年）他被国民政府任用，历任外交部参事、外交部情報司司長。1932年（民国21年）4月，他任僑務委員会僑務管理处处長，但僅任职1个月即辞任，在北平任职业律师。1933年（民国22年）8月，他作为中国代表参加在加拿大召开的第4届太平洋問題調査会。同年末，他被外交部委任为特別宣传，1934年（民国23年）任外交部顧問。
1940年汪伪政府英文秘书汤良礼派人找刁敏謙去搞英文宣传。刁拒绝投敌，当夜离家出走藏身于友人家，三日后即离沪赴香港，家人也随即匆忙逃往香港。他在港继续从事抗日工作直到香港沦陷。1942年因经济原因不得不回上海，进入母校聖约翰大学任政治系外交学教授。汪伪政府外交次长吴凯声又找上门，让去编英文宣传品，刁敏謙仍坚决拒绝。刁敏謙在母校政治系执教，并在英文系兼课，一直到1952年退休，离开约大。上海解放初期他曾被选入约大校董事，1950年任副董事长。1970年病逝于上海。 长子刁国华1942年毕业于约大土建系。解放后长期在国家建工部和建材部工作。

## 著作
- 中国国際条約義務論